# Rileya compressiventris
Rileya compressiventris är en stekelart som beskrevs av Charles Joseph Gahan 1918. Rileya compressiventris ingår i släktet Rileya och familjen kragglanssteklar. Inga underarter finns listade i Catalogue of Life.